# هربرت بارتلس
هربرت بارتلس (بالألمانية: Herbert Bartels)‏ هو عسكري ألماني، ولد في 15 أغسطس 1917 في Fuhlendorf ‏ في ألمانيا، وتوفي في 1 يوليو 2009 في لانداو إن در بفالتس في ألمانيا.